# 小郷裕哉
小郷 裕哉（おごう ゆうや、1996年8月3日 - ）は、岡山県倉敷市出身のプロ野球選手（外野手）。右投左打。東北楽天ゴールデンイーグルス所属。

## 経歴

### プロ入り前
倉敷市立庄小学校で野球を始め、倉敷市立庄中学校ではファイターズ岡山に所属した。
関西高校入学後、1年夏からレギュラーを掴み、1年秋には二塁手に定着、秋季中国大会優勝に貢献した。第85回記念選抜高等学校野球大会では初戦の和田恋擁する高知高校に敗れた。3年になると4番としてチームを引っ張り、夏の岡山大会決勝では頓宮裕真擁する岡山理大附高校を破り、第96回全国高等学校野球選手権大会出場を決めた。初戦の富山商業高校の森田駿哉の前に小郷は2三振、チームも1-3と敗れた。甲子園通算2試合、打率.125（8打数1安打）。高校通算28本塁打。プロ志望届を提出したが、指名漏れした。野球部には1学年先輩に児山祐斗、1学年後輩に海野隆司がいる。
立正大学進学後、3年春に「1番・右翼手」でレギュラーに定着。東都大学2部リーグ優勝、専修大学との入れ替え戦にも勝ち越し、15季ぶりの1部昇格に貢献した。初の1部リーグでのプレーとなった3年秋にはリーグ2位となる打率.347を記録し、ベストナインに輝いた。4年秋には伊藤裕季也とクリーンアップを組み、打率.293、2本5打点6盗塁の成績を残し、2度目のベストナインに輝き、18季ぶりの1部リーグ優勝に貢献。第49回明治神宮野球大会では決勝の環太平洋大学戦の2点ビハインドの8回に小郷の適時打で1点差とし、伊藤の2点本塁打で逆転。そのまま全国制覇を果たした。1部リーグ通算35試合、打率.308（133打数41安打）5本15打点16盗塁。
2018年10月25日に行われたドラフト会議では、東北楽天ゴールデンイーグルスから7位指名を受け、契約金2700万円、年俸700万円（金額は推定）という条件で入団。背番号は51。

### 楽天時代
2019年、5月19日に一軍に登録されその日の対千葉ロッテマリーンズ戦で代走として初出場、6月7日の対中日ドラゴンズ戦でプロ入り初安打を記録した。9月3日の対福岡ソフトバンクホークス戦の8回表にプロ入り初本塁打を記録。この直前に同じく新人の辰己涼介も本塁打を放っていたので新人による二者連続本塁打となった。新人による二者連続本塁打は1989年の大豊泰昭、山口幸司が記録して以来ドラフト制度導入後2度目である。また、チームではこのシーズンで同じく新人の辰己、太田光、渡邊佳明が既にプロ入り初本塁打を放っており、小郷で4人目となった。新人が4人以上本塁打を打った事例は1971年の西鉄ライオンズ以来48年ぶり、ドラフト制度導入後2度目である。最終的に22試合に出場し、打率.172、1本塁打、4打点を記録したが、盗塁は0に終わった。オフに、30万円増となる推定年俸730万円で契約を更改した。
2020年はプロ入り後初の開幕一軍入りを果たした。その後一軍登録を抹消されることもあったが、シーズン後半に打撃の状態を上げて出場機会を大幅に増やした。最終的には58試合に出場し、打率.295、4本塁打、12打点、8盗塁を記録。オフに、220万円増となる推定年俸950万円で契約を更改した。
2021年は2年連続で開幕一軍入りを果たし、「8番・指名打者」として自身初の開幕スタメンを勝ち取った。しかし打撃の状態が上がらないまま5月17日に一軍登録を抹消されて、10月2日に再び一軍登録されたが最終的に38試合に出場で打率.182、2本塁打、6打点の記録にとどまった。オフに、50万円減となる推定年俸900万円で契約を更改した。
2022年は3年連続で開幕一軍入りを果たしたが、3月28日に登録抹消。8月26日に再び一軍登録されて9月2日の対日本ハム戦（楽天生命パーク）では伊藤大海から先制のソロ本塁打を放つも9月7日に登録抹消され、自己最少の10試合の出場で打率.167、1本塁打、2打点の成績に終わった。オフには50万円減の推定年俸850万円で契約を更改した。
2023年は4年連続で開幕一軍入りを果たし6月頃からは「3番・右翼手」に定着、一度も登録を抹消されることなくプロ入り後初の一軍完走を果たした。規定打席には2打席だけ届かなかったものの、OPSは.700を超え、また10本塁打・13盗塁を記録した。特に2桁本塁打と2桁盗塁を同時に記録した選手は、このシーズンでは両リーグを含めて外崎修汰と小郷の2人のみ（セ・リーグには該当者なし）であった。最終的には120試合の出場で打率.262、10本塁打、49打点、13盗塁という成績を残した。オフには2250万円増の3100万円で契約を更改した。
2024年は5月10日の対埼玉西武ライオンズ戦（ベルーナドーム）で自身初、及び球団タイ記録となる1試合5安打を放った。セ・パ交流戦では6月5日の対阪神タイガース戦（阪神甲子園球場）で1点を追う9回二死二塁の打席で岩崎優から逆転2点本塁打、同月8日の対中日戦（バンテリンドーム ナゴヤ）では2回一死満塁の打席でウンベルト・メヒアからプロ野球通算2500本目の満塁本塁打となる自身初の満塁本塁打、同月11日の対読売ジャイアンツ戦（楽天モバイルパーク）では1点を追う9回二死満塁の打席でアルベルト・バルドナードから自身初のサヨナラ打となる逆転サヨナラ2点適時二塁打を放つなど、2本塁打、13打点を記録し、球団の交流戦初優勝に貢献した。7月12日に6月度の「月間スカパーサヨナラ賞」に選出された。最終的に盗塁は周東佑京に次ぐリーグ2位、自己最多の32を記録、打点は49で前年と同じながら、打率.257、7本塁打、OPS.694などの数値は前年より落ちたものの、球団として初めて、かつ同シーズン12球団唯一の全試合フルイニング出場を達成した。

## 選手としての特徴
- 50メートル5.8秒の俊足と、パンチ力も持つ走攻守三拍子揃った外野手[6]。

## 人物
- 愛称は「おごちゃん」[29]。
- 2歳年下の実弟・賢人は裕哉と同じ関西高校に進学し、東海大学に入学した。2018年夏に行われた日米大学野球選手権大会の日本代表選考合宿では紅白戦で兄弟対決が実現した[30]。2020年秋にはプロ志望届を提出するがドラフト会議で指名漏れとなった[31]。大学卒業後は社会人野球のJFE東日本でプレーを継続していたが、2023年限りで勇退した[32][33]。
- 2021年12月26日、一般女性との結婚が発表された[14]。
- 楽天入団後は自身の打席で流れる「応援歌が欲しい」と夢見ており、応援団に作成をリクエスト[34]。程なくしてかつて枡田慎太郎に使用されていた『栄光掴むために』の歌い出しで始まる曲を継承することとなった（2023年6月19日より）[34]。夢を叶えた小郷は「めっちゃうれしいです。打席に入るときにモチベーションが上がります。枡田さんの応援歌ということは知っていました。使わせていただくからにはしっかり活躍して、いつかファンのみなさんに“小郷の応援歌”と言ってもらえるよう頑張ります」と語っている[34]。なお、2024年からは枡田の流用曲に変わり、新たに小郷オリジナルの曲が使用されるようになった[35][36]。この曲の歌詞にも『栄光を掴む』というフレーズが使われている[35]。

## 詳細情報

### 年度別打撃成績
| 年 度     | 球 団     | 試 合 | 打 席 | 打 数 | 得 点 | 安 打 | 二 塁 打 | 三 塁 打 | 本 塁 打 | 塁 打 | 打 点 | 盗 塁 | 盗 塁 死 | 犠 打 | 犠 飛 | 四 球 | 敬 遠 | 死 球 | 三 振 | 併 殺 打 | 打 率 | 出 塁 率 | 長 打 率 | O P S |
| --------- | --------- | ----- | ----- | ----- | ----- | ----- | -------- | -------- | -------- | ----- | ----- | ----- | -------- | ----- | ----- | ----- | ----- | ----- | ----- | -------- | ----- | -------- | -------- | ----- |
| 2019      | 楽天      | 22    | 34    | 29    | 7     | 5     | 2        | 0        | 1        | 10    | 4     | 0     | 0        | 1     | 0     | 4     | 0     | 0     | 11    | 0        | .172  | .273     | .345     | .618  |
| 2020      | 楽天      | 58    | 129   | 105   | 23    | 31    | 3        | 0        | 4        | 46    | 12    | 8     | 2        | 3     | 1     | 19    | 0     | 1     | 34    | 0        | .295  | .405     | .438     | .843  |
| 2021      | 楽天      | 38    | 88    | 77    | 6     | 14    | 3        | 1        | 2        | 25    | 6     | 1     | 1        | 3     | 0     | 6     | 0     | 2     | 23    | 0        | .182  | .259     | .325     | .583  |
| 2022      | 楽天      | 10    | 23    | 18    | 2     | 3     | 1        | 0        | 1        | 7     | 2     | 0     | 0        | 3     | 0     | 2     | 0     | 0     | 4     | 0        | .167  | .250     | .389     | .639  |
| 2023      | 楽天      | 120   | 441   | 390   | 53    | 102   | 16       | 3        | 10       | 154   | 49    | 13    | 8        | 8     | 6     | 36    | 0     | 1     | 85    | 3        | .262  | .321     | .395     | .716  |
| 2024      | 楽天      | 143   | 642   | 565   | 64    | 145   | 24       | 6        | 7        | 202   | 49    | 32    | 5        | 1     | 5     | 68    | 3     | 3     | 120   | 6        | .257  | .337     | .358     | .694  |
| 通算：6年 | 通算：6年 | 391   | 1357  | 1184  | 155   | 300   | 49       | 10       | 25       | 444   | 122   | 54    | 16       | 19    | 12    | 135   | 3     | 7     | 277   | 9        | .253  | .330     | .375     | .705  |

- 2024年度シーズン終了時
- 各年度の太字はリーグ最高

### 年度別守備成績
| 年 度 | 球 団 | 外野  | 外野  | 外野  | 外野  | 外野  | 外野     |
| 年 度 | 球 団 | 試 合 | 刺 殺 | 補 殺 | 失 策 | 併 殺 | 守 備 率 |
| ----- | ----- | ----- | ----- | ----- | ----- | ----- | -------- |
| 2019  | 楽天  | 15    | 13    | 0     | 1     | 0     | .929     |
| 2020  | 楽天  | 50    | 62    | 3     | 2     | 1     | .970     |
| 2021  | 楽天  | 18    | 28    | 1     | 0     | 0     | 1.000    |
| 2022  | 楽天  | 9     | 13    | 1     | 0     | 0     | 1.000    |
| 2023  | 楽天  | 115   | 214   | 7     | 5     | 2     | .978     |
| 2024  | 楽天  | 143   | 316   | 6     | 3     | 1     | .991     |
| 通算  | 通算  | 350   | 646   | 18    | 11    | 4     | .984     |

- 2024年度シーズン終了時
- 各年度の太字はリーグ最高

### 表彰
- スカパー! サヨナラ賞：1回（2024年6月[24][37]）

### 記録
初記録
- 初出場：2019年5月19日、対千葉ロッテマリーンズ9回戦（ZOZOマリンスタジアム）、9回表に渡辺直人の代走で出場
- 初先発出場：2019年5月24日、対オリックス・バファローズ10回戦（楽天生命パーク宮城）、「8番・右翼手」で先発出場
- 初打席：同上、3回裏に山岡泰輔から二ゴロ
- 初安打：2019年6月7日、対中日ドラゴンズ1回戦（ナゴヤドーム）、3回表に柳裕也から二塁内野安打
- 初打点：同上、8回表に福敬登から左越適時二塁打
- 初本塁打：2019年9月3日、対福岡ソフトバンクホークス21回戦（福岡ヤフオク!ドーム）、8回表に高橋礼から右越ソロ
- 初盗塁：2020年7月8日、対福岡ソフトバンクホークス3回戦（福岡PayPayドーム）、8回表に二盗（投手：古谷優人、捕手：九鬼隆平）

### 背番号
- 51（2019年[10] - ）